# Sant'Onofrio
Sant'Onofrio é uma comuna italiana da região da Calábria, província de Vibo Valentia, com cerca de 3.239 habitantes. Estende-se por uma área de 18 km², tendo uma densidade populacional de 180 hab/km². Faz fronteira com Filogaso, Maierato, Pizzo, Stefanaconi, Vazzano, Vibo Valentia.

## Demografia
| Variação demográfica do município entre 1861 e 2011                               |
|                                                                                   |
| Fonte: Istituto Nazionale di Statistica (ISTAT) - Elaboração gráfica da Wikipedia |